# Supreme
Supreme – jednostka osadnicza w Stanach Zjednoczonych, w stanie Luizjana, w parafii Assumption.